# بينديكت شميد
بينديكت شميد (بالألمانية: Benedikt Schmid)‏ هو لاعب كرة قدم ألماني في مركز الهجوم، ولد في 19 نوفمبر 1990 في فالدكيرشن في ألمانيا. لعب مع يان ريغينسبورغ.

## وصلات خارجية
- بينديكت شميد على موقع قاعدة بيانات كرة القدم.إي يو (الإنجليزية)
- بينديكت شميد على موقع بيانات كرة القدم. دي إي (الألمانية)